# Sojuz T-7
Sojuz T-7 è la denominazione di una missione della navicella spaziale Sojuz T verso la stazione spaziale sovietica Saljut 7 (DOS 6). Si trattò del quarantacinquesimo volo equipaggiato di questo velivolo spaziale, del sessantasettesimo volo nell'ambito del programma Sojuz sovietico nonché del terzo volo equipaggiato verso la predetta stazione spaziale.

## Equipaggio

### Equipaggio principale
| Ruolo                  | Equipaggio al lancio                | Equipaggio all'atterraggio                        |
| ---------------------- | ----------------------------------- | ------------------------------------------------- |
| Comandante             | Leonid Popov, GCTC Terzo volo       | Anatolij Berezovoj, GCTC Saljut 7 EO-1 Primo volo |
| Ingegnere di volo      | Aleksandr Serebrov, NPOE Primo volo | Valentin Lebedev, NPOE Saljut 7 EO-1 Secondo volo |
| Cosmonauta Ricercatore | Svetlana Savickaja, MAP Primo volo  | —                                                 |

### Equipaggio di riserva
| Ruolo                  | Equipaggio              | Equipaggio              |
| ---------------------- | ----------------------- | ----------------------- |
| Comandante             | Vladimir Vasjutin, GCTC | Vladimir Vasjutin, GCTC |
| Ingegnere di volo      | Viktor Savinych, NPOE   | Viktor Savinych, NPOE   |
| Cosmonauta Ricercatore | Irina Pronina, NPOE     | Irina Pronina, NPOE     |

## Missione
Erano ormai passati più di 19 anni dal storico volo della Vostok 6 che aveva portato nello spazio la prima donna Valentina Vladimirovna Tereškova, quando il 19 agosto 1982 avvenne il lancio di questa missione, alla quale partecipò la seconda donna che raggiunse lo spazio: Svetlana Savickaja. Savickaja diventerà indimenticabile grazie alla sua attività extraveicolare, la prima della storia dell'esplorazione umana dello spazio eseguita da una donna. Questa però avverrà appena due anni più tardi durante la missione Sojuz T-12.
La navicella spaziale trasportò diversi beni di consumo e della posta per l'equipaggio base della stazione spaziale Saljut 7, che si trovava a bordo della stazione da maggio di quell'anno ed era stato lanciato a bordo della Sojuz T-5. Durante la settimana di soggiorno dell'equipaggio ospite di questa missione, la capsula della Sojuz T-7 venne utilizzata quale soggiorno privato per la Savickaja.
L'equipaggio ospite fece ritorno a terra il 27 agosto a bordo della Sojuz T-5, mentre la capsula impegnata per il lancio di questa missione rimase agganciata alla Saljut 7. In essa fecero ritorno a terra il 10 dicembre 1982 i due cosmonauti del primo equipaggio base della stazione spaziale Saljut 7 Valentin Lebedev ed Anatolij Berezovoj. I due avevano raggiunto con oltre 211 giorni di permanenza nello spazio un nuovo record mondiale.
La capsula spaziale con la quale i due cosmonauti ritornarono a terra, invece era rimasta nello spazio per poco più di 113 giorni, atterrando dopo circa 1.825 orbite terrestri a 118 km da Dzhezkazgan nella steppa del Kazakistan.
I parametri sopra elencati indicato i dati pubblicati immediatamente dopo il termine della fase di lancio. Le continue variazioni ed i cambi di traiettoria d'orbita sono dovute alle manovre di aggancio. Pertanto eventuali altre indicazioni risultanti da fonti diverse sono probabili ed attendibili in considerazione di quanto descritto.